# Babe I'm Gonna Leave You
Babe I'm Gonna Leave You è una canzone folk scritta da Anne Bredon nei tardi anni '50.
Questo brano è stato interpretato da numerosi artisti come: Joan Baez nel 1962, ma la interpretazione più famosa risale al 1969 quando il gruppo rock britannico Led Zeppelin fece una cover del brano inserito nel loro album d'esordio Led Zeppelin.

## Cover dei Led Zeppelin
Il chitarrista Jimmy Page ha ascoltato la versione di Baez e ha iniziato a sviluppare "Babe I'm Gonna Leave You" all'inizio della sua carriera come chitarrista di sessione. Ha suonato la canzone per il cantante Robert Plant durante il loro primo incontro alla casa fluviale di Page a Pangbourne alla fine di luglio 1968. Nel suo libro Stairway to Heaven, il tour manager degli Zeppelin Richard Cole afferma che l'arrangiamento si è evoluto quando Plant ha suonato la parte della chitarra che alla fine è apparsa sull'album; tuttavia, questo è stato confutato da Page. In un'intervista, Page ha commentato: "Ero abituato a fare la canzone nei giorni di seduta nell'oscurità suonando la mia chitarra a sei corde dietro a Marianne Faithfull". Sebbene basati sulla versione di Baez, i Led Zeppelin hanno avuto un approccio molto diverso. Includono sezioni hard rock con chitarra elettrica che vengono eseguite da tutto il gruppo, quindi più che raddoppiando la lunghezza dell'originale di Baez. Quando la registrazione apparve sul loro album di debutto del 1969, il credito recitava "Traditional, arr. Di Jimmy Page". Negli anni '80, Bredon è stata informata della versione del brano di Led Zeppelin; dal 1990, la versione dei Led Zeppelin è stata attribuita a Anne Bredon, Jimmy Page e Robert Plant. Bredon ha ricevuto un cospicuo pagamento in arretrato dei diritti d'autore. La band suonò questa canzone ai concerti dei Led Zeppelin durante i suoi concerti nel 1969; una performance filmata su Danmarks Radio, Gladsaxe, Danimarca, il 17 marzo 1969, è inclusa nel DVD dei Led Zeppelin (2003). Per la loro reunion del 1998, Page e Plant eseguirono una versione di 9 minuti della canzone. Plant ha eseguito la canzone come artista solista e con le sue band Strange Sensation e i Sensational Space Shifters.